# Varà de cua espinosa
El varà de cua espinosa (Varanus acanthurus), també conegut com el varà de cua espinosa australià, el varà de cua crestada i col·loquialment simplement el varà ackie, és una espècie de sargantana endèmica d'Austràlia pertanyent al gènere Varanus.

## Descripció
El varà de cua espinosa entre els varans és de mida petita, solen mesurar aproximadament uns 70 cm de longitud, tot i que s'han trobat exemplars salvatges de més de 85 cm. La cua és aproximadament 1,3 a 2,3 vegades més llarga que la resta del cos. La part superior és d'un marró fosc amb taques de color groguenc brillant a crema, que sovint inclouen unes escates fosques. La seva cua és de secció rodona i presenta escates molt espinoses. Hi ha entre 70 i 115 escates al voltant de la meitat del cos. Es distingeix de les espècies d'aspecte similar V. baritji i V. primordius per la presència de ratlles longitudinals pàl·lides al coll.

## Hàbitat
Està adaptat per a viure en zones àrides es troba al nord de l'Austràlia Occidental, al Territori del Nord i a les parts occidental i nord-oest de Queensland. Habita en serres i afloraments rocosos àrids. És originari del nord d'Austràlia, des de Broome a la costa oest, passant per Kimberley i Top End, fins al golf de Carpentaria.

## Dieta
S'alimenten principalment d'artròpodes, com ara llagostes, escarabats, paneroles, aranyes, isòpodes, erugues, cigales, cargols, insectes pals, centpeus, grills i paparres. També es mengen llangardaixos petits com escíncids, gecònids, agàmids i varans més petits, que representen aproximadament un terç de la seva dieta, així com petits marsupials. Aproximadament el 70% del seu requeriment d'aigua prové dels aliments.
En captivitat, a vegades s'alimenten amb menjar per a gats i gossos, així com amb aliments enllaunats processats. Això no es recomana perquè aquest tipus d'aliment no conté els nutrients adequats per a aquesta espècie. Una dieta variada rica en diferents preses de vertebrats i invertebrats (com les paneroles Dubia, els grills, els cucs de la farina, els ous, les gambes i, mensualment, els rosegadors) és important per a la seva salut en captivitat, ja que tenen naturalment un àmplia gamma de preses en estat salvatge.

## Reproducció
Hi ha una sèrie de mètodes per sexar el varà de cua espinosa, tot i que la tècnica de transil·luminació hemipenal es considera generalment la més fàcil i precisa. El sexe també es pot endevinar mitjançant marcadors visuals, però normalment no és tan precís. Els mascles són generalment més grans, tenen el cap més bloquejat i tenen escates adherents a la part inferior de la cua. Les femelles són generalment més petites, amb el cap més estret i punxegut i escates llises sota la cua.
En captivitat, una posta està formada per un màxim de 18 ous. Els ous desclouen després de tres a cinc mesos d'incubació i mesuren 15 cm. Els coneixements sobre la reproducció en estat salvatge són escassos. Els mascles mesuren uns 30 cm de llargada, mentre que les femelles maduren d'entre 25 i 36 cm. L'ovulació es produeix a l'agost i al novembre. Els ous es dipositen en túnels autoexcavats. En estat salvatge, s'ha demostrat que les femelles comparteixen caus massius, nien en comunitat.

## Galeria

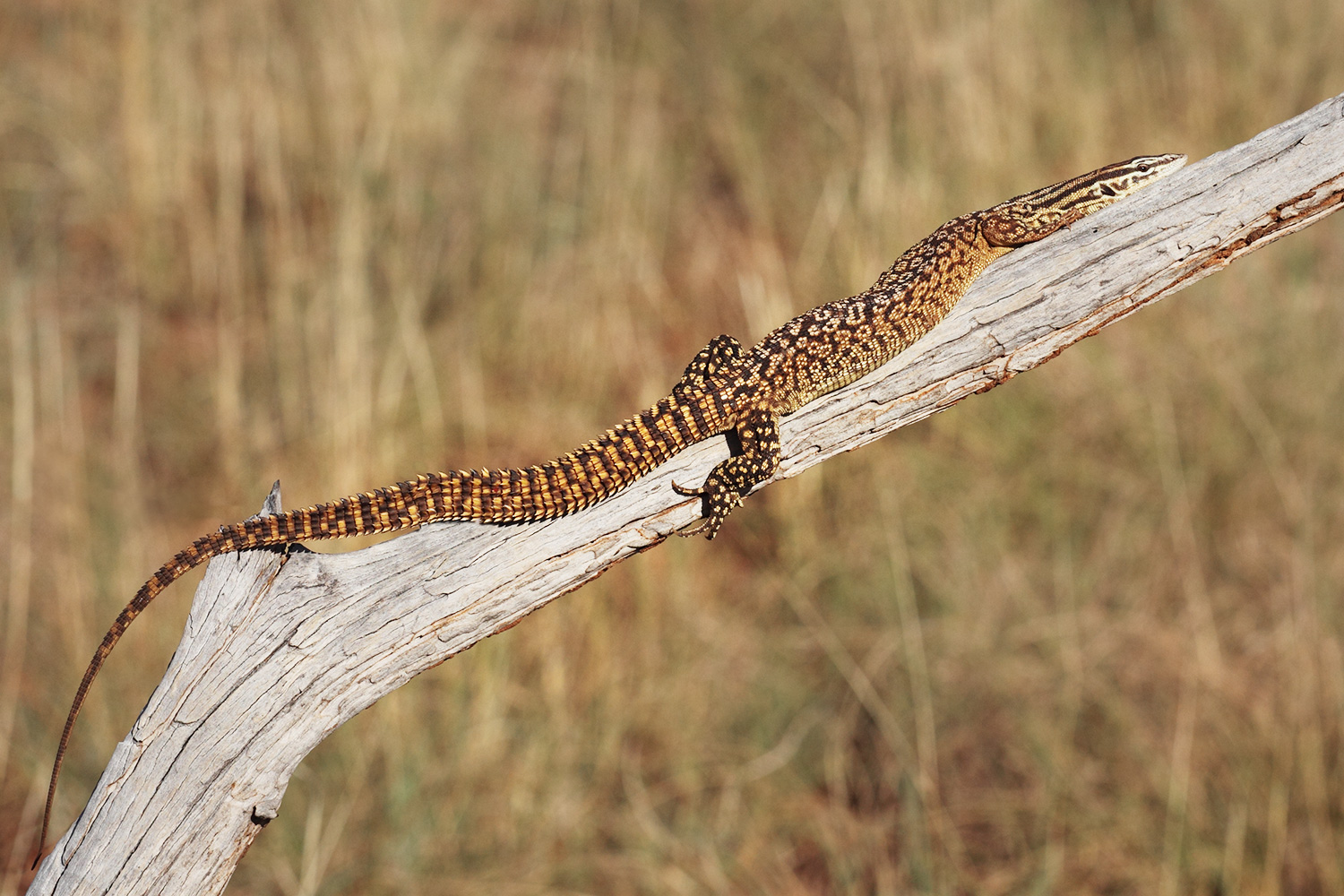
Un varà de cua espinosa en una branca
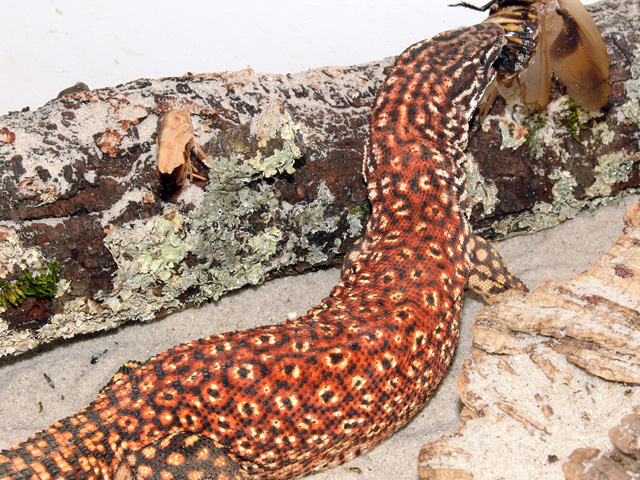
Varà de cua espinosa de pignemtació vermella
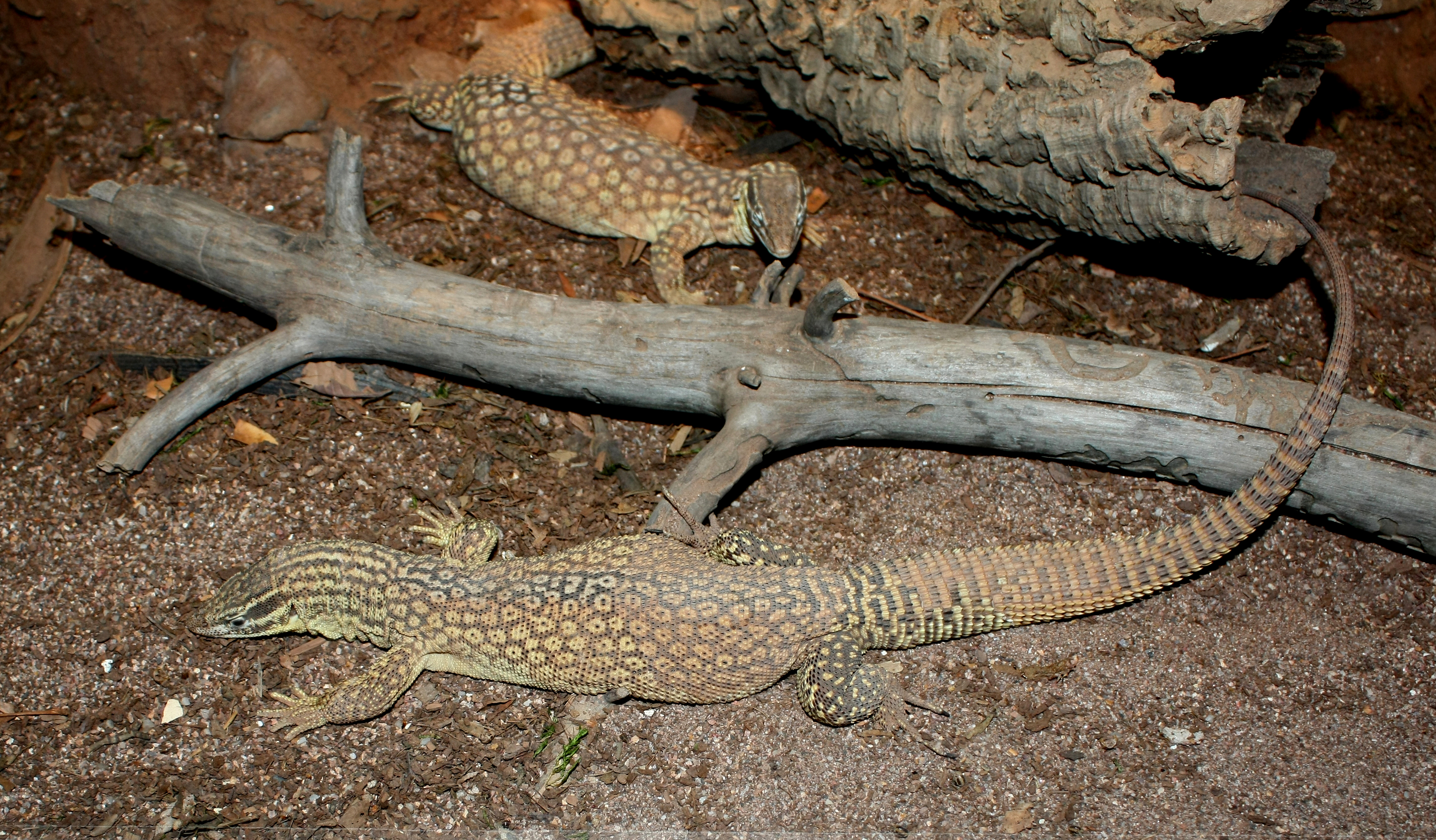
Dos exemplars del zoo de Cincinnati